# Théâtre du Bilboquet

Le Théâtre du Bilboquet est une troupe théâtrale créée en 1974 par Patrice Fay et Patrick Chanot. Elle reprend le nom d'un petit théâtre situé rue Saint-Benoît à Saint-Germain-des-Prés dans le VIe de Paris. 

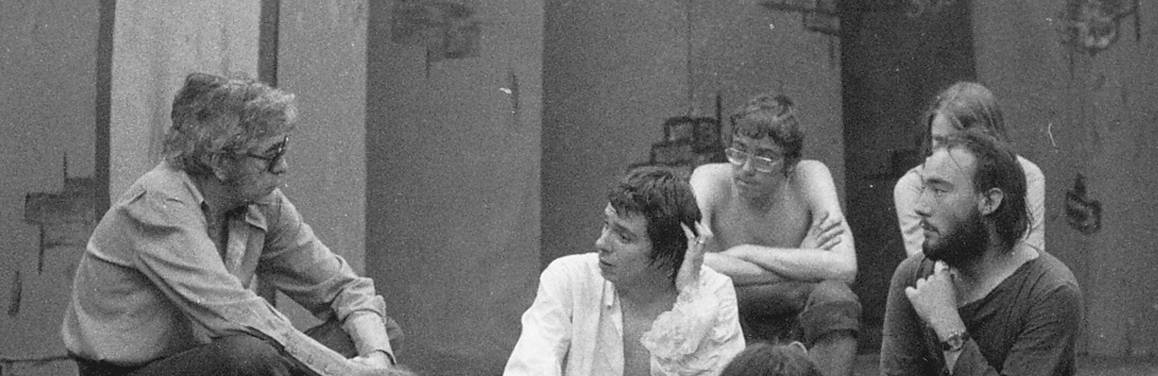
Eduardo Manet et la troupe en répétition de l'Autre Don Juan, 1976

Elle présente une dizaine de spectacles dans la salle du Centre culturel du Xe, rue du Château-Landon à Paris avec des comédiens le plus souvent issus de l'Ecole Internationale Jacques Lecoq.
On retiendra les créations de L'Autre Don Juan d'Eduardo Manet et de Mégaphonie de Louis Calaferte.

En 1978, c'est Jean-Michel Dagory qui reprend en main le destin de la troupe avec la création de Penalty de Gareth Owen, qui sera interprétée en exclusivité pour l'équipe de France de football, avant le Mundial en Argentine.

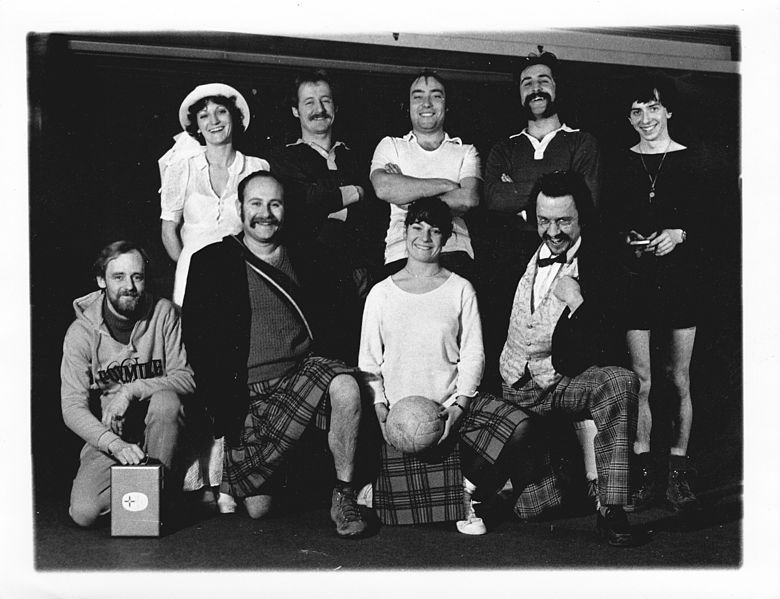
Penalty, 1978

Parmi les acteurs qui ont joué dans les différents spectacles, on peut citer Daniel Trubert, Sylvie Flepp, Nathalie Schmidt et Pierre Frenkiel.

## Quelques créations
- 1974 : Absurdus Parade d'après Alfred Jarry
- 1975 : Shock Corridor, d'après le film de Samuel Fuller , L'Azote et le Défunt de René de Obaldia et L'Enfer cohérent de Daniel Trubert
- 1976 : L'Autre Don Juan de  Eduardo Manet
- 1977 : Le Dernier Candidat d'Andrée Chédid et Mégaphonie de Louis Calaferte
- 1978 : Penalty de Gareth Owen
- 1980 : Pinter and Co d'après Harold Pinter
- 1981 : La Môme vert-de-gris d'après le roman de Peter Cheyney

Le théâtre ferme en 1987.